# Jewgeni Tarassow (Fußballspieler, 1979)
Jewgeni Tarassow (kasachisch Евгений Тарасов; * 25. März 1979 in Qaraghandy) ist ein ehemaliger kasachischer Fußballspieler.

## Karriere
Jewgeni Tarassow begann seine Karriere im Jahre 1997 bei Kairat Almaty. Von 2000 bis 2002 spielte er beim russischen Klub Zenit Sankt Petersburg. Die nächsten drei Saisons spielte er in Russland bei Sokol Saratow und Mordowija Saransk. 2006 kehrte der Stürmer nach Kasachstan zurück zu Schachtjor Qaraghandy. Während der Saison wechselte er zu Jessil Bogatyr Petropawl, wo er seine aktive Laufbahn beendete.
Für die Kasachische Fußballnationalmannschaft absolvierte der Stürmer von 2001 bis 2003 insgesamt sechs Partien, in denen er ein Tor erzielen konnte.